# Route 381 (Terre-Neuve-et-Labrador)
Pour les articles homonymes, voir Route 381.
La route 381 est une route tertiaire de la province de Terre-Neuve-et-Labrador. Elle est orientée ouest-est et est principalement située dans le nord de l'île de Terre-Neuve. Elle dessert la région de Robert's Arm ainsi que l'île Sunday Cove. C'est une route faiblement empruntée, connectant la route 380 à Miles Cove. Route alternative de la 380, elle est nommée Port Anson Road, mesure 16 kilomètres, et est une route asphaltée sur l'entièreté de son tracé.

## Communautés traversées
- Port Anson
- Miles Cove